# Starving Anonymous
Starving Anonymous (食糧人類, Shokuryō jinrui, litt. « Nourriture humaine ») est un seinen manga de science-fiction horrifique créé par l’auteur Yū Kuraishi et le mangaka Kazu Inabe, prépublié de 2014 en 2018 dans le magazine Young Magazine de l'éditeur Kōdansha et compilé en un total de 7 volumes reliés. La version française est éditée en intégralité par Pika Édition depuis octobre 2018 dans la collection « Pika Seinen ».

## Personnages

### Personnages principaux
IyeUn lycéen qui rêve d’être mangaka. Alors qu’il sortait de l’école en compagnie de son meilleur ami Kazu, il est brutalement gazé et kidnappé dans le bus.
NatsuneUn jeune homme prisonnier dans un hangar avec Yamabiki, que Iye rencontre.
YamabikiUn jeune prisonnier qui était avec Natsune.
KazuUn lycéen, ami de Iye.

## Publication
| no | Japonais          | Japonais          | Français         | Français          |
| no | Date de sortie    | ISBN              | Date de sortie   | ISBN              |
| -- | ----------------- | ----------------- | ---------------- | ----------------- |
| 1  | 20 septembre 2016 | 978-4-06-382855-9 | 3 octobre 2018   | 978-2-8116-4494-9 |
| 2  | 17 mars 2017      | 978-4-06-382941-9 | 12 décembre 2018 | 978-2-8116-4537-3 |
| 3  | 20 juin 2017      | 978-4-06-382985-3 | 6 février 2019   | 978-2-8116-4675-2 |
| 4  | 20 novembre 2017  | 978-4-06-510305-0 | 8 mai 2019       | 978-2-8116-4716-2 |
| 5  | 20 avril 2018     | 978-4-06-511264-9 | 21 août 2019     | 978-2-8116-5009-4 |
| 6  | 20 septembre 2018 | 978-4-06-512702-5 | 6 novembre 2019  | 978-2-8116-5200-5 |
| 7  | 20 février 2019   | 978-4-06-514554-8 | 5 février 2020   | 978-2-8116-5411-5 |

## Critique
Bernard Monasterolo du Monde prévient qu’il y a « dépeçage, cannibalisme et abattage d’humains d’élevage constituent le fond de « Starving Anonymous », un manga « survival » excessif, qui mérite bien son interdiction aux moins de 16 ans ».